# Valea Ialomiței (stație de metrou)
Valea Ialomiței este o stație de pe magistrala M5 a metroului bucureștean. Aceasta este unul din capetele de linie vestice ale magistralei, cealaltă ramificație ducând la Râul Doamnei. Stația are și un depou.

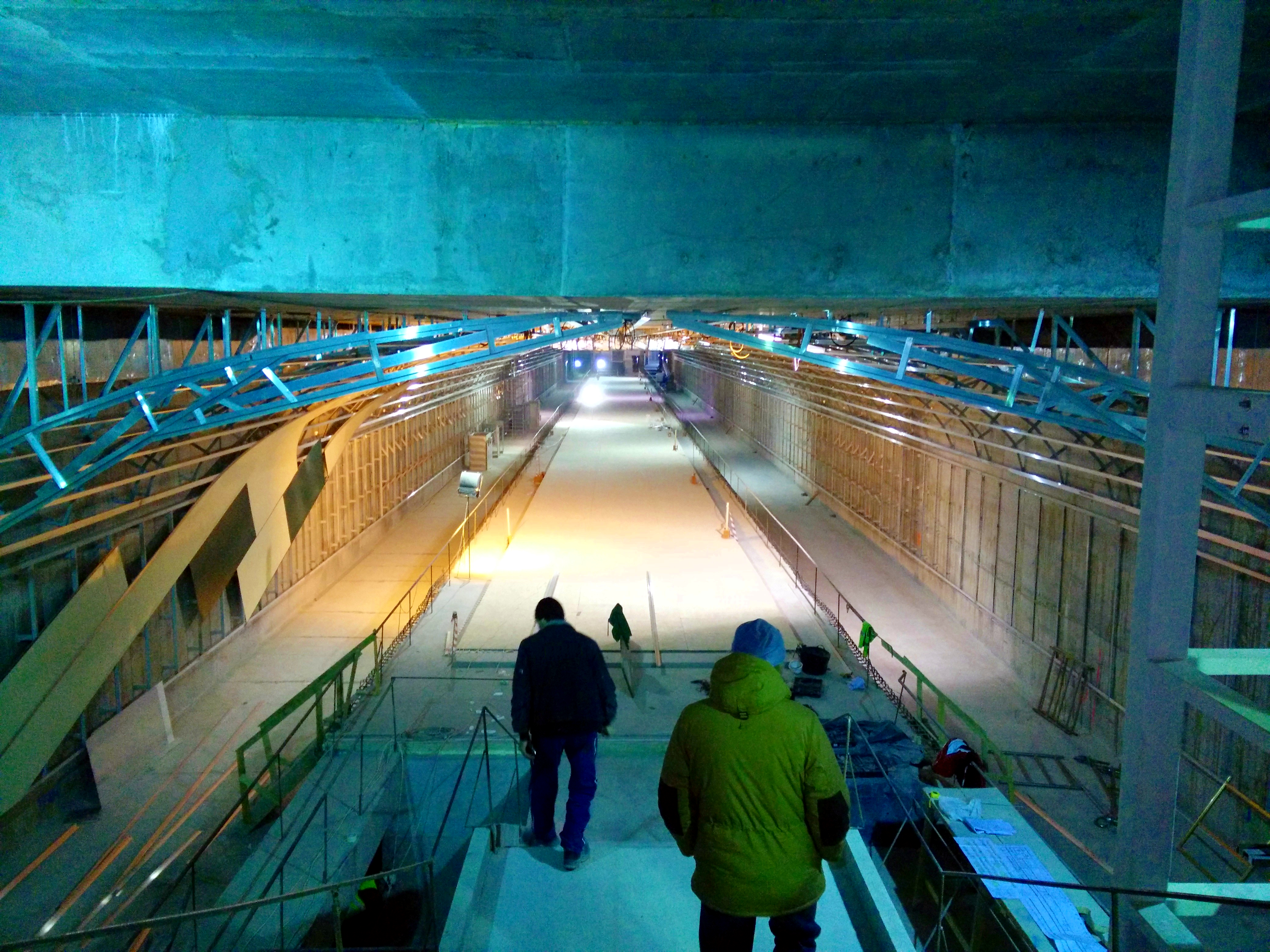
Stație în timpul construcției